# Ambrogio Lorenzetti

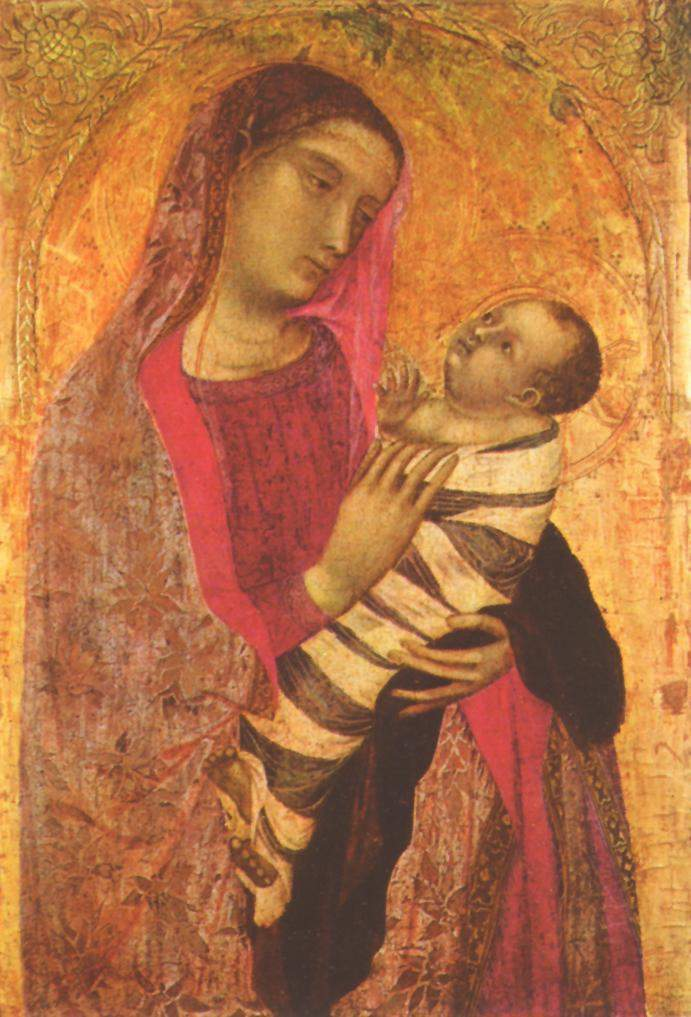
Mare de Déu amb Infant, de 1319. La seua primera obra coneguda

Ambrogio Lorenzetti, també dit Ambruogio Laurati, va ser un pintor italià de l'Escola senesa, nascut probablement l'any 1290. Era el germà menor de Pietro Lorenzetti, també pintor reconegut. La seua màxima activitat es va exercir entre els anys 1317 i 1348, any en què va morir, probablement a causa de la Pesta Negra, com el seu germà.

## Vida i obra

### Inicis

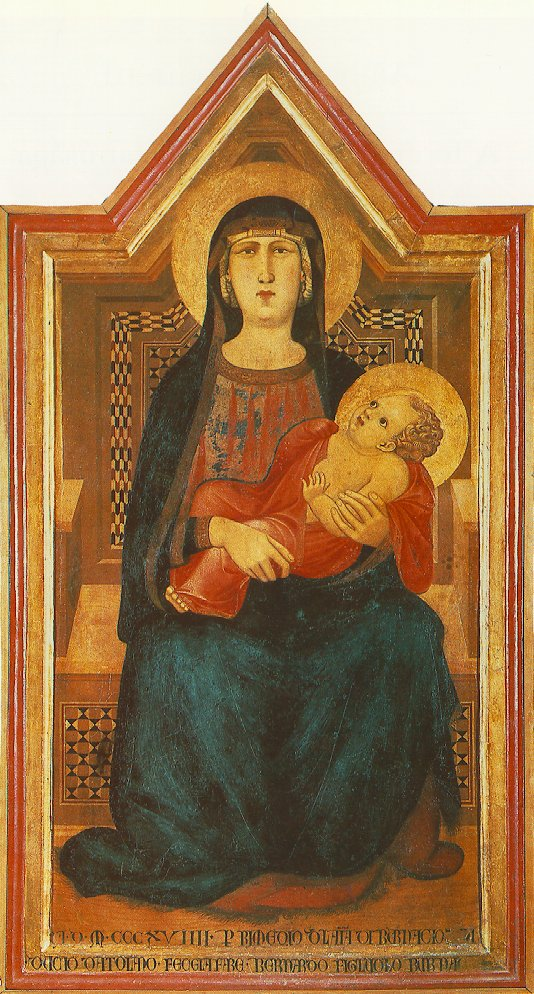
Mare de Déu de Vico l'Abate

Probablement es va formar, igual que el seu germà i que Simone Martini, al taller de Duccio di Buoninsegna. Inicialment, potser influït pel germà que havia treballat a Assís, la seua pintura es caracteritzava pel seu sòlid caràcter giottesc, ben diferent de les sinuoses esquisiteses de Simone Martini, qui aleshores dominava l'escena senesa. Un exemple del seu estil primerenc és la Mare de Déu amb l'Infant de Vico l'Abate (signada l'any 1319), rígidamente frontal i d'una presència estatuària i punyent, que evoca les estàtues d'Arnolfo di Cambio; el sòlid i auster tron de fusta fa més rígid encara el gest amb què Maria subjecta el seu fill, i l'única concessió fora de lloc és el vivaç Infant que s'agita i cameja com un vertader nen.

### A Florència

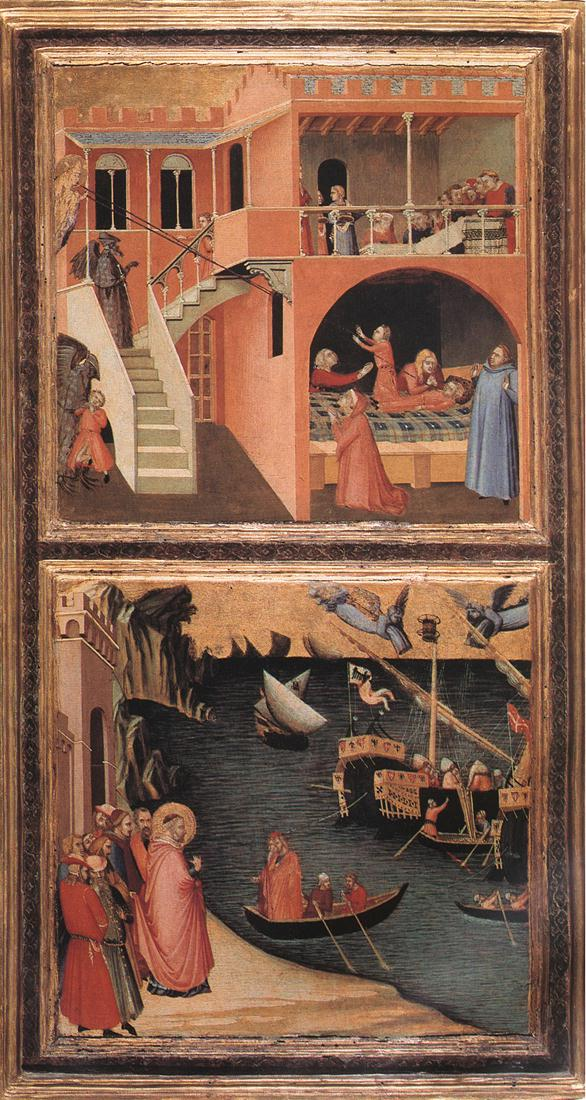
Històries de Sant Nicolau, 1332 circa

Aquesta aproximació estilística degué resultar massa rude per a la gòtica Siena i, per tant, Ambrogio es va traslladar a Florència on la seua presència es troba documentada l'any 1321 i el 1327, com a inscrit a l'Arte dei Medici e Speziali, gremi que en aquella època incloïa també els pintors. Ací va rebre nombroses comandes, omplint el buit que Giotto havia deixat amb la seua partença l'any 1327.
Hi va desenvolupar una major vena narrativa, com als Episodis de la vida de Sant Nicolau, (1332 circa), actualment als Uffizi, on va construir complexes arquitectures en les quals desenvolupar la narració, evitant també l'antinatural convencionalisme de foradar els barandats per mostrar el que succeïa a les estances. Per exemple, en l'escena de Sant Nicolau que ressuscita l'infant ofegat pel dimoni, l'infant protagonista es representa quatre vegades en altres tants moments successius que es desenvolupen en les dues plantes d'un edifici: la planta baixa està oberta per un arc, mentre que la planta superior és visible a través d'un balcó. En aquestes escenes el fons daurat està gairebé completament eliminat, amb arquitectures que ocupen gairebé tot el fons.

### Retorn a Siena,Al·legories i efectes del Bon i Mal Govern
A Siena, mentrestant, Martini se n'havia anat a Avinyó (1336) i, per tant, era més fàcil obtenir bons encàrrecs. De fet, els anys 1337 i 1340 hi ha documentats pagaments per treballs a la Catedral de Siena i el Palazzo Pubblico.
Particularment, per al govern municipal va fer una Mare de Déu amb l'Infant, per a l'arcada, que en trobar-se a l'exterior està avui dia molt deteriorada; un disc giratori del mapamundi, avui perdut (del qual va prendre el nom la Sala del Mapamundi on havia treballat Simone Martini); els frescos polítics inspitats en els textos d'Aristòtil i Tomàs d'Aquino a la Sala de la Pau; i sobretot la seua obra mestra a la Sala del Consell dels Nou: les dues Al·legories i efectes del Bon i Mal Govern, pintats sobre tres parets i amb una longitud global de catorze metres cadascun, més els set metres i setanta centímetres que ocupa l'Allegoria del Bon Govern al costat més curt de la sala. Va ser un dels primers missatges de propaganda política en una obra d'art medieval.

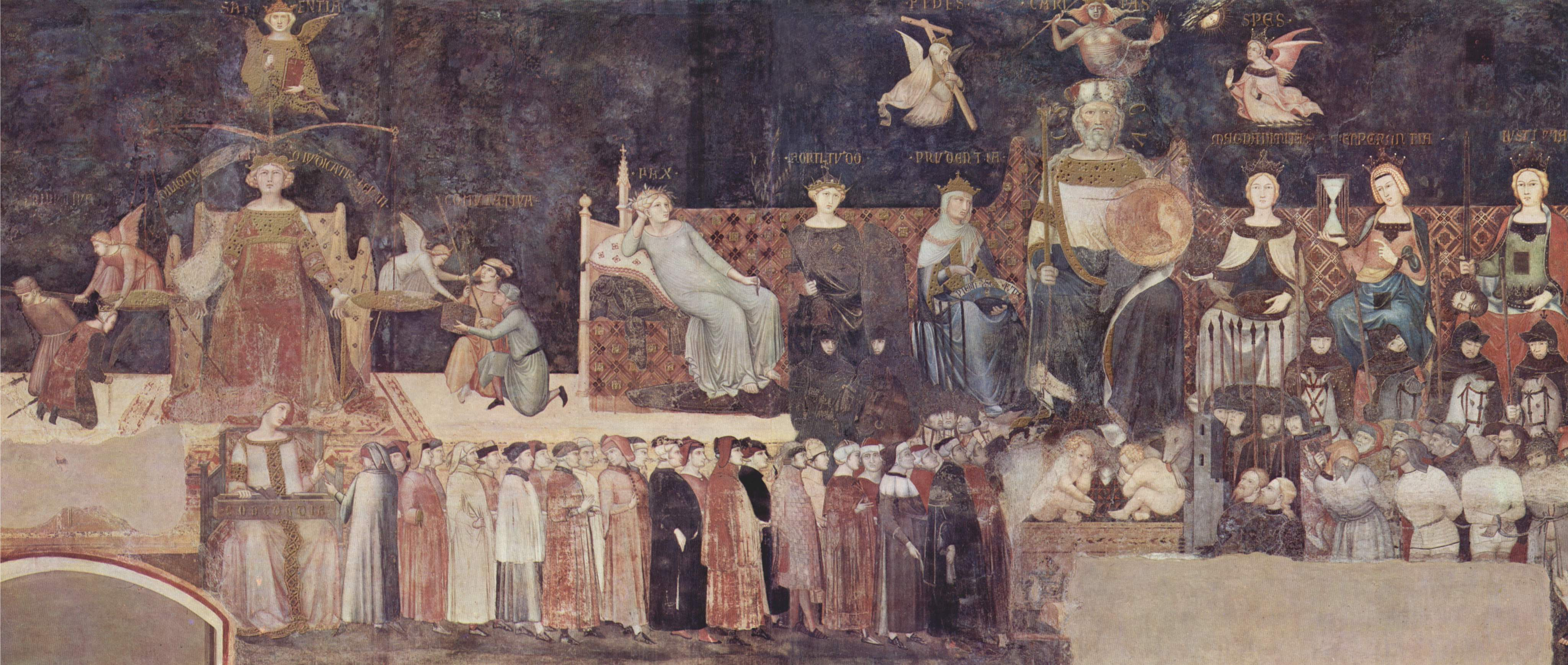
Al·legoria del Bon Govern, 1337-1340, 770 cm., Sala de la Pau, Palazzo Pubblico, Siena

A l'Al·legoria del Bon Govern la Justícia està asseguda a un tron a la banda esquerra, amb una gran balança, sobre els plats de la qual dos àngels administren premis i castics: per exemple el de l'esquerra amb una mà decapita un home i amb l'altra corona un altre home. La Justícia mira cap amunt, on vola la Saviesa, que la intrueix. Sota la Justícia està asseguda a un banc la Concòrdia, directa conseqüència de la primera, que dona als ciutadans les cordes per moure els plats de la balança de la Justícia. El seguici de ciutadans s'encamina vers el símbol de Siena, la lloba amb els bessons, sobre els quals s'erigeix el Bon Govern, representat per un monarca en majestat. A aquest, els ciutadans li ofereixen la corda per administrar la Justícia. El Bon Govern està protegit per les tres Virtuts teologals (Fe, Esperança i Caritat), mentre als costats del tron, sobre un seient espléndidament entapissat, estan assegudes en diverses postures les personificacions de la Justícia, la Templança, la Magnanimitat, la Prudència, la Fortalesa i la Pau. La figura de la Pau ha esdevingut cèlebre, tranquil·lament semirecolzada en una postura sinuosa, amb una rameta d'olivera a la mà. Al cantó dret el pintor va representar, amb una execució extremadament realista, una sèrie de presoners escortats per guàrdies a cavall. Aquests romanen fora dels murs que s'alcen al costat de la lloba.
|  |  |

Conseqüència directa de l'al·legoria és el fresc dels Efectes del Bon Govern a la ciutat i al camp sobre la paret contigua, que havia de representar amb un exemple eloqüent els objectius dels governants de la ciutat. A l'esquerra una ciutat magníficament pintada (la mateixa Siena, com ho demostren el campanar i la cúpula de la Catedral que sobresurten al cantó superior esquerre) està poblada per habitants laboriosos, ben edificada i feliç, com ho subratlla l'elegant rotllana de noies. A la dreta es desplega el camp, per on les mercaderies i les persones viatgen amb seguretat, la terra fèrtil es troba conreada, els joves van de cacera, mentre per l'aire sura la personificació de la Seguretat, que porta un delinqüent executat i un cartell en què es declara la seguretat del camp.

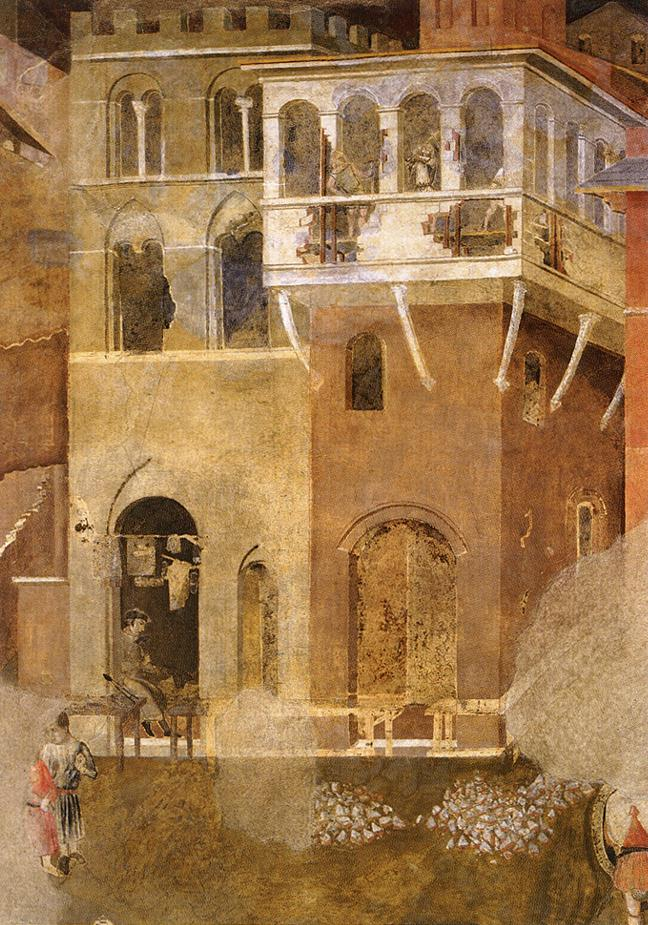
Efectes del Mal Govern, detall

El fresc de l'Al·legoria i efectes del mal Govern es troba bastant més deteriotat, amb diverses zones afectades pel despreniment de la capa de pintura. Pintat de manera especular al fresc del Bon Govern, havia de permetre la comparació instructiva amb aquell. Un dimoni simbolitza la Tirania, sobre la qual suren l'Avarícia, la Supèrbia i la Vanaglòria. De la seua bestial cort formen part la Ira, la Divisió, la Guerra, el Frau, la Traïció i la Crueltat. Als seus peus rau la Justícia, nugada i custodiada per un home sol (no per la comunitat). La ciutat del Mal Govern es troba arruïnada i plena d'enderrocs, perquè els seus ciutadans destrueixen més del que construeixen, abunden els homicides, els innocents són arrestats, les activitats econòmiques són miserables. El camp està incendiat i s'hi veuen exèrcits que avancen vers les muralles. Pel cel sura el sinistre Temor.
En la representació de les escenes Ambrogio empra elaborats recursos, per exemple al Bon Govern la perspectiva i la llum permeten mostrar fàcilment la ciutat en profunditat, mentre que la fosca ciutat del Mal Govern ofereix immediatament una sensació de confusió, amb tètrics edificis que bloquen la línia visual.
Als frescos es representa tant la vida urbana con la vida rural, gairebé una novetat en el panorama artístic de l'època (present ja en algunes miniatures d'àmbit fredericià, però molt més estilitzat), amb una cura del detall, una vastedat i una credibilitat mai assolides fins aleshores. A més, el fi d'aquesta representació no es tancava en si mateixa (com a voluntat de donar testimoni d'un paisatge existent) sinó que formava part d'un missatge polític, vehiculat a través del paisatge: el camp que il·lustra al·legòricament un concepte (l'efecte d'un règim polític), i no només '"un paisatge".
Tot i romandre influït per la primera formació rebuda a Siena, Ambrogio va poder desarrelar-se de les característiques dominants d'aquell estil i, per tant, és difícil considerar-lo un exponent típic de la pintura senesa de Trecento.
Probablement tots dos germans van morir durant la primera gran onada de pesta negra que l'any 1348 delmà de manera terrible les poblacions de l'Europa occidental.

## Obres
- Mare de Déu amb Infant, pintura al tremp sobre taula, cm 148 x 78, Museo d'Arte Sacra, San Casciano Val di Pesa, (datada l'any 1319)
- Altar de Sant Pròcul (1332)
- Investidura de Sant Lluís de Nàpols (1329), fresc a la basílica de Sant Francesc, Siena
- Efectes del bon i del mal govern a la ciutat i al camp (1340), fresc al Palazzo Pubblico, Siena